# Улугуру
Улугуру (англ. Uluguru Mountains, суахили Milima ya Uluguru) — горная цепь в Танзании.

## Общие сведения
Протяжённость гор Улугуру — более 50 километров. Наивысшей точкой гряды является гора Кимханду (2646 м). В прилегающей местности расположены около 50 деревень, в которых проживает более 150 тысяч человек.

## География
Горы Улугуру находятся в 200 километрах западнее побережья Индийского океана, на территории танзанийской провинции Морогоро. Они протянулись от города Морогоро на севере до Национального парка Селус на юге. В этих горах берёт своё начало река Руву, впадающая около города Багамойо в Индийский океан.

## Природа и климат
Району, где расположен хребет Улугуру, присущ жаркий и очень влажный климат, с обильными дождями. На восточных склонах Улугуру выпадает ежегодно до 3000 мм осадков.
Горы покрыты густым тропическим лесом, который является одним из старейших в Восточной Африке. Здесь находятся места обитания редчайших видов флоры и фауны. Около 30 видов животного мира и порядка 200 видов растений встречаются исключительно в этих горах. Несмотря на охранные мероприятия, реликтовый тропический лес Улугуру постоянно подвергается преступной вырубке, что приводит к эрозии почвы, наводнениям и разрушению уникальной природной среды.